# Elezioni parlamentari in Albania del 1997
Le elezioni parlamentari in Albania del 1997 si tennero il 29 giugno per il rinnovo dell'Assemblea di Albania; ebbero luogo contestualmente al referendum per la restaurazione della monarchia. In seguito all'esito elettorale, Fatos Nano, espressione del Partito Socialista d'Albania, divenne Primo ministro.
Le elezioni si svolsero al termine di un periodo di disordini, l'anarchia albanese del 1997.

## Risultati
| Liste                                     | Voti      | %     | Seggi |
| ----------------------------------------- | --------- | ----- | ----- |
| Partito Socialista d'Albania              | 690 003   | 52,75 | 100   |
| Partito Democratico d'Albania             | 336 167   | 25,70 | 27    |
| Partito Movimento Legalità                | 42 567    | 3,25  | 2     |
| Partito dell'Unione per i Diritti Umani   | 37 191    | 2,84  | 4     |
| Partito Alleanza Democratica              | 35 598    | 2,72  | 2     |
| Partito Socialdemocratico d'Albania       | 32 537    | 2,49  | 9     |
| Partito Repubblicano d'Albania            | 31 573    | 2,41  | 1     |
| Partito del Fronte Nazionale Albanese     | 30 693    | 2,35  | 1     |
| Partito Democristiano d'Albania           | 12 728    | 0,97  | 1     |
| Partito dell'Unione Democratics           | 10 997    | 0,84  | –     |
| Partito dell'Unione Socialdemocratica     | 10 457    | 0,80  | –     |
| Partito Agrario                           | 10 421    | 0,80  | 1     |
| Partito Democratico di Destra             | 9 837     | 0,75  | –     |
| Partito del Movimento per la Democrazia   | 3 802     | 0,29  | –     |
| Partito d'Unità Nazionale                 | 3 784     | 0,29  | 1     |
| Partito dell'Unione Democratica Cristiana | 3 734     | 0,29  | –     |
| Partito Conservatore                      | 3 400     | 0,26  | –     |
| Partito della Lega Nazionale              | 1 865     | 0,14  | –     |
| Partito del Progresso Democratico         | 669       | 0,05  | –     |
| Altri                                     | –         | –     | 6     |
| Totale                                    | 1 308 023 | 100   | 155   |